# Eugena Gregg
Eugena Gregg (sinh ngày 8 tháng 2 năm 1966) là một cựu vận động viên cricket Saint Lucia, người đại diện cho đội cricket của phụ nữ Tây Ấn từ năm 1993 đến 1997. Bà chơi như một cung thủ tốc độ cánh tay phải.
Gregg đã ra mắt One Day International (ODI) cho West Indies tại World Cup 1993 ở Anh. Bà và Patricia Felicien là những Saint Lucian duy nhất trong đội và là Saint Lucia đầu tiên được chọn trong bất kỳ đội hình Tây Ấn nào. Tại World Cup, Gregg đã chơi sáu trong số bảy trận đấu của đội bà, nhưng chỉ mất ba chiếc bấc. Bà được giữ lại trong đội hình cho World Cup 1997 ở Ấn Độ, và xuất hiện trong mọi trận đấu tại giải đấu. Trong trận đấu thứ chín với Đan Mạch, bà đã giành 3/35 từ bảy ngoại hạng, những con số tốt nhất trong sự nghiệp ODI của bà.